# Ковичан
Ковичан (англ. Cowichan River) — река на юге острова Ванкувер (провинция Британская Колумбия, Канады).

## География
Берет своё начало в одноимённом озере на высоте 159 м у городка Лейк-Ковичан, течёт по одноимённой долине на юго-восток и впадает в одноимённую бухту близ города Дункан. Длина реки составляет 47 км, а площадь бассейна равна 795 км².

## Флора и фауна
Устье реки является местом зимовки водоплавающих птиц, в частности здесь зимуют лебеди и канадские казарки, а вся долина реки является местом обитания для более чем 200 видов птиц, в том числе и для орлов-скоп, ястребов, сов, уток, лысых орлов, воронов.
Среди млекопитающих, населявших долину, можно назвать чёрных медведей, пум, волков, оленей Рузвельта, росомах, норок, куниц, выдр и бобров.
В водах реки водится 7 видов ценных промысловых рыб, в том числе кижуч, чавыча, кета, сёмга, радужная и ручьевая форель. Также водятся миноги, пресноводные моллюски, иногда встречается и белуга.
Хвойные леса долины реки состоят в основном из псевдотсуги и тсуги западной. Вдоль реки растут также клёны, ивы, тополя и ольхи. В прошлом район реки и озера Ковичан был важным центром лесозаготовки. В настоящее время всё большее внимание уделяется развитию туризма. В 1995 году в долине реки создан провинциальный парк Ковичан-Ривер, который ежегодно посещает 88 тысяч посетителей. Редкие растения, произрастающие на территории парка: клевер чашеносный и кандык.

## Название
Название реки в переводе обозначает «тёплая страна» или «земля, прогретая солнцем», так как река практически никогда не замерзает зимой.
В 1997 году река была номинирована, а в 2003 году включена в Список охраняемых рек Канады (Canadian Heritage Rivers)